# Blut-Täubling
Der Blut-Täubling (Russula sanguinaria, Syn.: Russula sanguinea), auch Blutroter Täubling genannt, ist eine Pilzart aus der Familie der Täublingsverwandten. Es ist ein mittelgroßer, scharfschmeckender Täubling, dessen Hut in der Jugend leuchtend rot ist und im Alter oft ausblasst. Die Huthaut lässt sich kaum abziehen, das Sporenpulver ist cremefarben bis blassocker. Der Mykorrhizapilz, der von Juli bis Oktober vor allem unter Kiefern zu finden ist, zählt nicht zu den Speisepilzen. Er ist im deutschsprachigen Raum zwar nicht häufig, aber doch weit verbreitet.

## Merkmale

### Makroskopische Merkmale
Der ziemlich dickfleischige Hut ist 3,5–10 cm breit, jung halbkugelig, später abgeflacht und in der Mitte nur wenig niedergedrückt. Der Hutrand ist stumpfrandig und nicht oder nur sehr schwach furchig gerieft. Die Oberfläche ist glatt bis schwach höckerig oder feinkörnig und im trockenen Zustand matt. Feucht ist sie klebrig und hat einen seidigen Glanz. Der Hut ist lebhaft blutrot bis purpurrot gefärbt, blasst aber meist mehr oder weniger creme- bis blassockerfarben aus. Die Huthaut ist kaum differenziert und lässt sich nicht oder kaum abziehen.
Die bogigen, 2–9 mm selten noch breiteren Lamellen laufen leicht am Stiel herab oder sind seltener breit angewachsen. Sie sind anfangs blass, verfärben sich dann strohgelb und sind im Alter butterfarben. Zahlreiche Lamellen sind gegabelt, die Lamellenschneiden sind glatt.
Der zylindrische und manchmal spindelig verjüngte Stiel ist kurz und dick. Er misst 3–7 × 1–3 cm und ist jung weiß und bereift und später stellenweise oder ganz rot überhaucht oder auf ockerlichem Grund rot marmoriert. Zur Basis hin ist er oft mehr gelblich. Das feste Fleisch verfärbt sich im Alter oft ockerlich und hat einen unauffälligen Geruch. Es schmeckt stechend scharf und meist auch bitter. Mit Eisensulfat verfärbt sich das Hutfleisch rosa, mit Guajak grün.

### Mikroskopische Merkmale
Die Sporen sind elliptisch und 7–10 µm lang und 6–8 µm breit. Die mehrheitlich isoliert stehenden Warzen werden bis zu 1,0 µm hoch. Manchmal sind zwischen den Warzen ein paar wenige verbindende Linien ausgebildet. Einzelne Warzen können teilweise verlängert sein. Die Basidien sind zylindrisch bis keulig, messen 33–50 × 10–11 µm und tragen je vier Sterigmen.
Die 50–70 µm langen und 8–12 µm breiten Cheilozystiden sind spindelförmig und an ihrer Spitze mehrheitlich appendikuliert. Die etwas größeren Pleurozystiden sehen ähnlich aus und sind 65–130 µm lang und 11–16 µm breit. Alle Zystiden sind zahlreich und färben sich in Sulfobenzaldehyd deutlich grauschwarz an.
Die Huthaut besteht aus zylindrischen, an der Spitze schwach verjüngten oder verbreiterten, 3–4,5 µm breiten haarartigen Hyphenzellen, die meist einfach septiert sind. Ihre Hyphenwände sind mehr oder weniger gelatinisiert. Zwischen den Hyphen liegen zylindrische bis spindelförmige oder schwach keulige Pileozystiden, die an ihrer Spitze auch teilweise eingeschnürt sein können. Sie sind 4–7 µm breit und nicht oder nur selten septiert. In Sulfobenzaldehyd färben sie sich grauschwarz an und reagieren ebenso stark mit Sulfovanillin.

## Artabgrenzung
- Der Kirschrote Spei-Täubling (Russula emetica) wächst ebenfalls unter Nadelbäumen. Er hat einen hellroten Hut und nahezu immer einen weißen Stiel. Auch die Lamellen und das Sporenpulver sind weiß.
- Der ziemlich seltene Schwachfleckende Täubling (Russula persicina) hat ebenfalls einen hellroten Hut, sein Stiel ist meist weiß, die Huthaut lässt sich ganz abziehen, außerdem gilbt er an Druckstellen sehr stark. Seine Lamellen sind reif ebenfalls creme-ockerfarben.
- Der in Deutschland sehr seltene Sumpftäubling (Russula helodes) sieht nahezu gleich aus. Er bevorzugt aber Moor-Nadelwälder mit Torfmoos (Sphagnum).[5]

## Ökologie
Der Blut-Täubling ist wie alle Täublinge ein Mykorrhizapilz, der mit verschiedenen Nadelbäumen eine Symbiose eingehen kann. Dabei bevorzugt er eindeutig die Waldkiefer als Symbiosepartner. Nur sehr selten geht er auch mit Fichten oder anderen Nadelbäumen eine symbiotische Beziehung ein.
Man findet den Täubling in Wintergrün-Waldkiefern-Steppenwäldern, Salbeigamander-Eichen- und Weißmoos-Kiefernwäldern sowie in lichten Kiefern- und Fichten-Forsten oder Parkanlagen. Unter eingestreuten Kiefern findet man ihn auch in Buchen- und Tannen-Mischwäldern, auf Lichtungen, Wacholderheiden und Halbtrockenrasen und mitunter auch an Hochmoorrändern.
Der Pilz stellt keine besonderen Ansprüche an den Boden und wächst sowohl auf trockenen bis feuchten, neutralen bis schwach sauren, aber auch auf alkalischen, gut mit Basen und Nährstoffen versorgten Böden. Man findet ihn auf Rankern, Regosolen, Braunlehm-Rendzinen und Parabraunerden. Er kommt selten auch auf Moorböden vor.
Die Fruchtkörper erscheinen zwischen Juli und November. Der Täubling kommt vom Tiefland bis ins mittlere Bergland vor.

## Verbreitung

Europäische Länder mit Fundnachweisen des Blut-Täublings.
Länder mit Fundmeldungen
Länder ohne Nachweise
keine Daten
außereuropäische Länder

Der Blut-Täubling ist eine holarktische Art, das heißt, er kommt nahezu auf der ganzen nördlichen Erdhalbkugel vor. Man findet den Täubling in Nordasien (Kaukasus, Russland-Fernost, Korea und Japan), in Nordamerika (USA), auf den Kanaren, in Nordafrika (Marokko, Tunesien) und Europa. In Europa ist er von der meridionalen bis in die boreale Zone mit gemäßigt kühlem Klima verbreitet.
In Norddeutschland ist die Art recht selten, südlich des 51. Breitengrades kommt sie zumindest regional häufiger vor. In der Schweiz ist der Täubling nicht häufig, aber weit verbreitet.

## Systematik

### Taxonomie

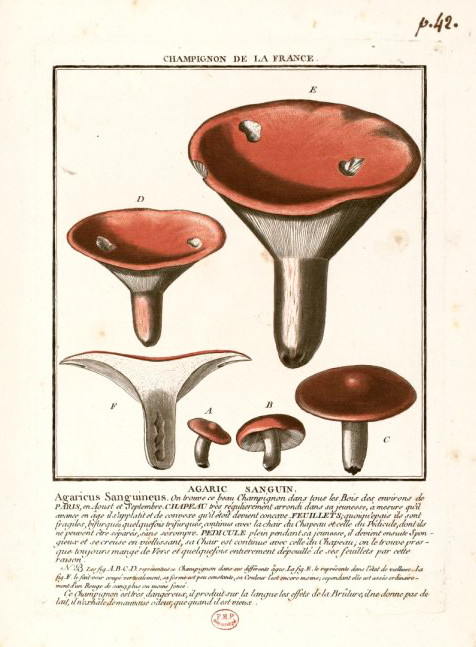
Tafel 42. Aus Pierre Bulliards „Herbier de la France“ Band I. Lectotypus von Russula sanguinea

Der Blut-Täubling wurde 1781 durch Pierre Bulliard in seinem Werk „Herbier de la France“
zum ersten Mal als Agaricus sanguineus beschrieben. 1838 stellte Elias Magnus Fries das Taxon als Russula sanguinea in die Gattung Russula. Unter diesem wissenschaftlichen Namen war der Blut-Täubling bis in die 1990er-Jahre bekannt. 1989 erkannte Stephan Rauschert, dass der Name Russula sanguinea nach den Regeln des Internationalen Codes der Nomenklatur für Algen, Pilze und Pflanzen ungültig ist, da er dem Artikel 53.1 widerspricht. Dieser Artikel besagt, dass ein wissenschaftlicher Name, für den es ein älteres oder sanktioniertes Homonym gibt, illegitim ist. Da Franz Xaver von Wulfen 1781 den gleichen Namen für den Blutroten Hautkopf verwendete, der 1821 von Fries durch die Erwähnung in seiner Systema Mycologicum sanktioniert wurde, ist Bulliards Agaricus sanguineus ungültig. Dadurch wurde der von H.C.F. Schumacher verwendete Name Agaricus sanguinarius zum ältesten gültigen Synonym, weshalb ihn Stephan Rauschert 1989 zum Basionym seiner Neukombination Russula sanguinaria machte. 1815 hatte Fries den Täubling in seiner Observationes Mycologicae noch als Agaricus Linnæi β) sanguinarius angesprochen und dabei auf Schumachers Beschreibung und Bulliards Abbildung verwiesen. Von dem Blut-Täubling sind zahlreiche heterotypische Synonyme bekannt.

### Infragenerische Systematik
Der Blutrote Täubling ist die Typart der Untersektion Sanguinae (nach Bon), einer Untersektion der Sektion Firmae. Diese Untersektion vereinigt scharf schmeckende Täublinge mit rot bis violett gefärbten Hüten und creme- bis ockerfarbenen Sporenpulver.

## Bedeutung
Der Blut-Täubling ist essbar, zählt in Deutschland aber aufgrund des bitterscharfen Geschmacks nicht zu den Speisepilzen. Die Ernährungs- und Landwirtschaftsorganisation (FAO) listet die Art dennoch als Speisepilz, der vor allem in Thailand, Hong Kong und der Ukraine konsumiert wird.

## Internationale Volksnamen
- GB: Bloody Brittlegill.
- FR: Russule sanguine, Russule rouge sang.
- NL: Bloedrode russula.
- DK: Blodrød Skørhat.
- NO: Blodkremle.
- SE: Blodkremla.
- FI: Verihapero.
- ES: Cualgra sanguínia, Netorra sangue.
- PT: Cualgra sanguínia.
- HU: Vérvoeroes galambgomba.
- SK: Plávka krvavá Holubinka krvavá,.
- SI: Češnjeva golobica.
- CZ: Holubinka krvavá.
- PL: Gołąbek krwisty.
- LV: Asinssarkanā bērzlape.
- EE: Verev pilvik.